# 西格里克

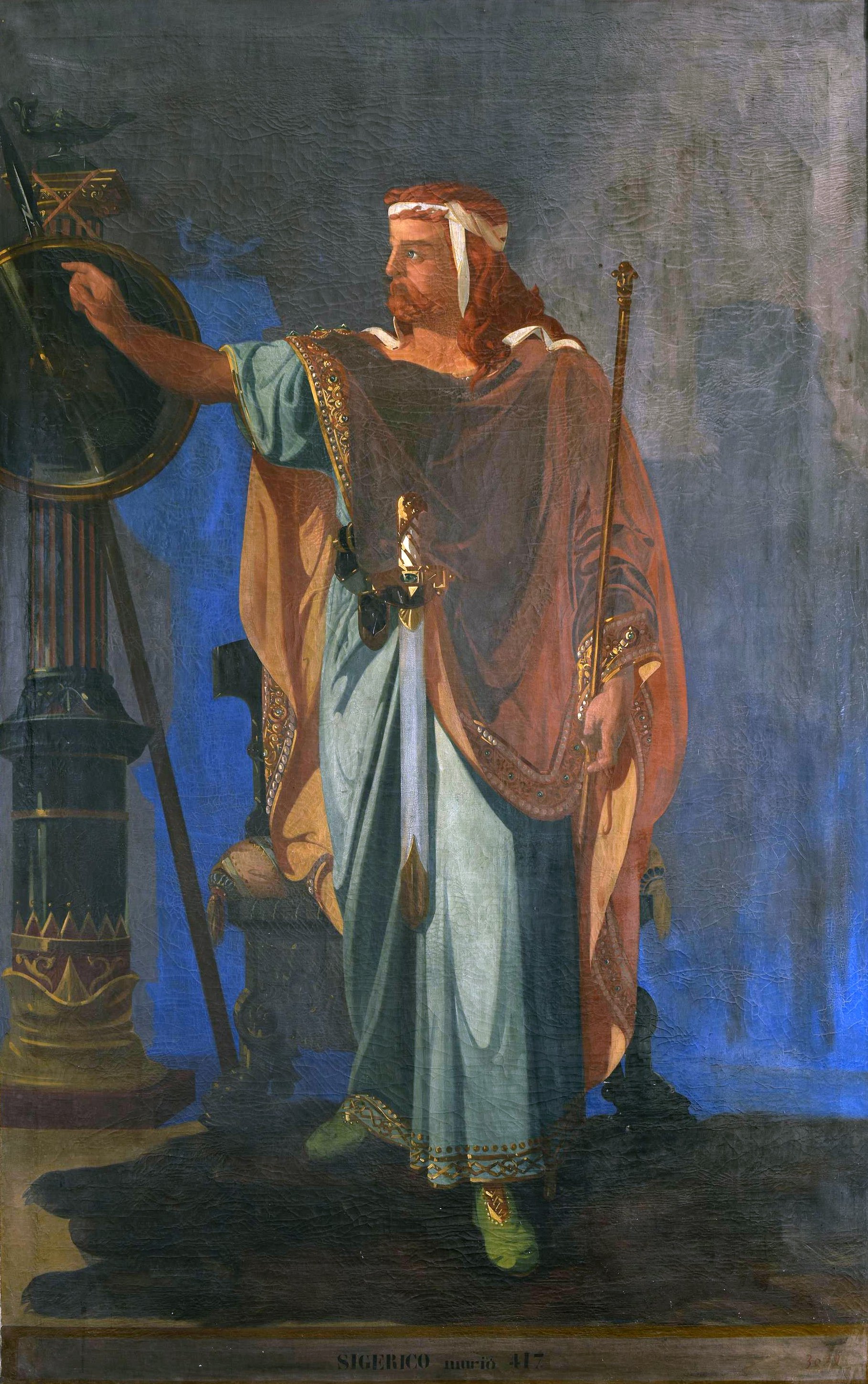

西格里克（Sigeric，？—415年8月22日），是西哥特国王，他仅在位7天。

## 经历
前任西哥特国王阿陶尔夫在巴塞罗那遇刺身亡。阿陶尔夫死后，萨鲁斯的弟弟西格里克在不合哥特传统的情况下被拥立为新国王。登基后，西格里克杀害了阿陶尔夫的孩子们。他还强迫阿陶尔夫的遗孀加拉·普拉西提阿在一群俘虏中间步行超过12英里。在登基7天后，西格里克被刺杀，阿陶尔夫的亲属瓦利亚取代了他的位置。
因西格里克与阿陶尔夫及瓦利亚并非同一族群，他一般不被视为正统的国王继承人。而他篡位期间很短，一些西哥特国王名单中没有将他列入。